# Giovanna Trillini
Giovanna Trillini (Jesi, 17 mei 1970) is een Italiaans schermer. Trillini is gespecialiseerd in het onderdeel floret.

## Carrière
Trillini nam deel aan vijf Olympische Spelen en won in totaal acht medailles. Tijdens haar eerste spelen in 1992 won zij zowel individueel als met het Italiaanse team de gouden medaille. Vier jaar later in het Amerikaanse Atlanta was zij tijdens de openingsceremonie de Italiaanse vlaggendrager. Met de Italiaanse ploeg prolongeerde zij de olympische titel maar individueel haalde zij de bronzen medaille. In 2000 herhaalde zij de prestaties van vier jaar met een bronzen medaille individueel en een gouden medaille met het team.
Tijdens de Olympische Zomerspelen van 2004 was er vanwege het roulatiesysteem van de teamonderdelen voor de vrouwelijke floretschermers alleen een individueel toernooi. In de finale verloor Trillini met 15-11 van haar landgenote Valentina Vezzali.
Op haar vijfde spelen won Trillini voor de eerste keer geen gouden medaille met het team, maar moest genoegen nemen met de bronzen medaille.
Op de wereldkampioenschappen won zij in 1991 en 1997 het individuele toernooi en met de Italiaanse ploeg won zij zevenmaal de wereldtitel.

## Resultaten

### Olympische Zomerspelen
| Jaar | Plaats    | Resultaten            |
| ---- | --------- | --------------------- |
| 1992 | Barcelona | floret floret team    |
| 1996 | Atlanta   | floret floret team    |
| 2000 | Sydney    | floret floret team    |
| 2004 | Athene    | floret                |
| 2008 | Peking    | 4e floret floret team |

### Wereldkampioenschappen schermen
| Jaar | Plaats            | Resultaten           |
| ---- | ----------------- | -------------------- |
| 1986 | Sofia             | floret team          |
| 1987 | Lausanne          | floret team          |
| 1989 | Denver            | floret team          |
| 1990 | Lyon              | floret · floret team |
| 1991 | Boedapest         | floret · floret team |
| 1993 | Essen             | floret team          |
| 1994 | Athene            | floret team          |
| 1995 | Den Haag          | floret · floret team |
| 1997 | Kaapstad          | floret · floret team |
| 1998 | La Chaux-de-Fonds | floret · floret team |
| 2001 | Nîmes             | floret team          |
| 2004 | New York          | floret team          |
| 2006 | Turijn            | floret · floret team |
| 2007 | Sint-Petersburg   | floret               |

1924: Ellen Osiier ·
1928: Helene Mayer ·
1932: Ellen Preis ·
1936: Ilona Elek ·
1948: Ilona Elek ·
1952: Irene Camber ·
1956: Gillian Sheen ·
1960: Heidi Schmid ·
1964: Ildikó Uslaky-Rejtő ·
1968: Jelena Novikova ·
1972: Antonella Ragno-Lonzi ·
1976: Ildikó Schwarczenberger ·
1980: Pascale Trinquet ·
1984: Luan Jujie ·
1988: Anja Fichtel ·
1992: Giovanna Trillini ·
1996: Laura Badea ·
2000: Valentina Vezzali ·
2004: Valentina Vezzali ·
2008: Valentina Vezzali ·
2012: Elisa Di Francisca ·
2016: Inna Deriglazova ·
2020: Lee Kiefer ·
2024: Lee Kiefer
1960: Gorochova, Petrenko, Proedskova, Rastvorova, Sjisjova, Zabelina ·
1964: Juhász-Nagy, Marosi, Mendelényi-Ágoston, Sákovics-Dömölky, Ildikó Ujlaki-Rejtő ·
1968: Gorochova, Petrenko-Samoesenko, Novikova, Tsjirkova, Zabelina ·
1972: Belova-Novikova, Gorochova, Petrenko-Samoesenko, Tsjirkova, Zabelina ·
1976: Belova-Novikova, Giljazova, Knjazeva, Sidorova, Nikonova ·
1980: Begard, Brouquier, Gaudin, Muzio, Trinquet ·
1984: Bischoff, Funkenhauser, Hanisch, Weber, Wessel ·
1988: Bau, Fichtel, Funkenhauser, Klug, Weber ·
1992: Bianchedi, Bortolozzi, Trillini, Vaccaroni, Zalaffi ·
1996: Bortolozzi, Trillini, Vezzali ·
2000: Bianchedi, Giacometti, Trillini, Vezzali ·
2008: Boiko, Lamonova, Nikichina, Sjanajeva ·
2012: Errigo, Di Francisca, Salvatori, Vezzali ·
2020: Deriglazova, Zagidoellina, Korobejnikova, Martjanova ·
2024: Dubrovich, Kiefer, Scruggs, Weintraub